# Ramma
Ramma es una localidad del municipio de municipio de Järva en el condado de Järva, Estonia, con una población censada a final del año 2011 de 21 habitantes. 
Se encuentra ubicada al este del condado, cerca del nacimiento del río Pärnu y de la frontera con los condados de Harju y Lääne-Viru.